# Tyche (planeta hipotético)
Tyche (/ˈtaɪki/) é um planeta hipotético localizado no Sistema solar após a Nuvem de Oort, proposto pelo astrônomo John Matese da Universidade de Louisiana em Lafayette. Matese e seu colega Daniel Whitmire argumentaram a evidência da existência de Tyche a partir de uma suposta tendência na origem dos cometas de longo período. Eles notaram que Tyche, se existisse, seria detectável pelos arquivos de dados que foram coletados pelo telescópio Wide-field Infrared Survey Explorer da NASA. Entretanto, vários astrônomos demonstraram ceticismo na existência do planeta. A análise dos dados do telescópio nos próximos anos irá determinar se tal objeto existe ou não.